# Кара-Арча (Таласская область)
Кара-Арча (кирг. Кара-Арча) — село в Манасском районе Таласской области Кыргызстана. Входит в состав Покровского аильного округа. Код СОАТЕ — 41707 225 833 04 0.

## Население
По данным переписи 2009 года, в селе проживало 711 человек.